# Garcorops
Garcorops is een geslacht van spinnen uit de  familie van de Selenopidae.

## Soorten
- Garcorops jocquei Corronca, 2003
- Garcorops madagascar Corronca, 2003
- Garcorops paulyi Corronca, 2003